# Frid Géza
Frid Géza (Máramarossziget, 1904. január 25. – Amszterdam, 1989. szeptember 13.) zeneszerző, zongoraművész, Bartók Béla–Pásztory Ditta-díjas (posztumusz, 1990).

## Életpályája
1910-ben volt az első nyilvános fellépése. 1912-ben Budapestre költözött; 1912–1924 között a budapesti Liszt Ferenc Zeneakadémián Keéri-Szántó Imre és Bartók Béla (zongora), valamint Kodály Zoltán (zeneszerzés) tanítványa volt. Európa nagyvárosaiban koncertezett (1926: Olaszország). 1927-ben első vonósnégyesét Budapesten és Londonban adták elő. 1929-ben Amszterdamban telepedett le. Kompozíciói nemzetközi elismerésben részesültek (Franciaország, Svájc, USA). Az 1940–1945 közötti megszállás alatt – mint más holland művészek – sztrájkkal tiltakozott. Megúszta a külföldi zsidók bebörtönzését és kitoloncolását Hollandiából.
1948-ban holland állampolgárságot kapott. 1948–1949 között koncertkörúton volt Indonézián keresztül; 48 koncerten vett részt. Ezután a Jakartai Rádió Filharmonikus Zenekar karmesteri pozícióját kapta meg. Ennek eredményeként számos díjat és elismerést kapott. 1951-ben indított egy második koncertturnét Indonéziába Egyiptomon keresztül. Ezután további turnék következtek Angliában, egy harmadik Indonéziában, Izraelben (1962), a Szovjetunióban (1963), Erna Spoorenberg énekesnővel együtt. A következő években további turnék zajlottak (ismét Izrael, Törökország, Olaszország, Dél- és Észak-Amerika (1965), Venezuela, USA, Kanada).
1964–1969 között az utrechti konzervatórium kamarazene tanára volt.

## Magánélete
1937-ben feleségül vette Ella van Hall zongorista-énekesnőt.

## Művei
| - 1929 Suite pour orchestre (opus 6) - 1931 Tempesta d'orchestra (opus 10) - 1933 Symphonie (opus 13) - 1935 Concert voor piano en koor - 1935 Romance et Allegro für Violoncello und Orchester (opus 16) - 1938 Abel et Caïn tableau symphonique opus 15 für Bass und großes Orchester - 1948 Paradou Symphonische Fantasie - 1950 Variaties op een Nederlands volkslied für Chor und Orchester - 1952 Concert for two violins and orchestra (opus 40) - 1953–1955 Drie romances für Sopran und Orchester opus 41a Text: Heinrich Heine - 1953 Caecilia-ouverture (opus 45) - 1954 Muziek uit het ballet „Luctor et emergo“ für Chor und Orchester (opus 43) - 1954 Études symphoniques (opus 47) - 1957 Concert for two pianos and orchestra (opus 55) - 1963 Introductie, thema en variaties - 1970-1979 Concerts for three violins and orchestra (opus 78) - 1972 Concert für Klarinetten und Streichorchester (opus 82) - 1973 Toccata voor orkest (opus 84) - 1951 Das Sklavenschiff für Tenor und Bariton Solo, Männerchor, Klavier und Blasorchester (opus 51) - 1954 Suid-Afrikaanse rhapsodie (opus 46) - 1964 Zeven pauken en een koperorkest (opus 69) - 1965 Ballade für gemischten Chor und Blasorchester Ballade (opus 71) - 1966 Vier Schetsen (opus 72) - 1977 Variations on a Dutch Folksong (opus 29) - 1978 Brabant en Màramures | - 1953 Luctor et emergo (opus 43) - 1958 De Zwarte Bruid parodistische Oper (opus 57) - 1961 Euridice Ballett (opus 61) - 1951 Hymne aan de arbeid opus 32 für Männerchor und Orchester - 1951 10 laments für Frauenchor - 1952 Frühlingsfeier (opus 41) - 1960 Abschied Liederzyklus auf Texte von Hermann Hesse (opus 59) - 1960 Auf Reise Liederzyklus auf Texte von Hermann Hesse im modus lascivus (opus 60) - 1972 Buurtkermis in Vlaanderen opus 81 für Männerchor, Klavier und Schlagzeug; Text: A. Simoens - 1974 Arabesques roumaines für Frauenchor (opus 85) - 1975 Caprices roumains für 6-stimmigen Männerchor (opus 86) - 1926 Trio a cordes (opus 1) - 1927 1. Streichquartett - 1951 3. Streichquartett (Fantasia Tropica) (opus 30) - 1951 20 Duos für zwei Violinen (opus 37) - 1955 Sonate für Violine und Piano (opus 50) - 1956 4. Streichquartett (opus 50) - 1963 Twelf Metamorphosen für Bläser und Klavier (opus 54) - 1967 Dubbeltrio für Bläser (opus 73) - 1984 Vijfde strijkkwartet (Symmetrie II) (opus 99) |

## Díjai
- Bartók Béla–Pásztory Ditta-díj (posztumusz, 1990)

## Fordítás
- Ez a szócikk részben vagy egészben  a   Géza Frid című német Wikipédia-szócikk ezen változatának fordításán alapul.  Az eredeti cikk szerkesztőit annak laptörténete sorolja fel. Ez a jelzés csupán a megfogalmazás eredetét és a szerzői jogokat jelzi, nem szolgál a cikkben szereplő információk forrásmegjelöléseként.